# Капу Куиалуа
Капу Куиалуа (слово Куиалуа означает «два удара»), Луа — гавайское боевое искусство, основанное на болевых приемах, воздействиях на суставы, бросках, ударной технике, а также использовании различных видах оружия.

## История
В XIV веке переселенцы из Таити принесли с собой на Гавайи боевые искусства. Под этим влиянием была основана Капу Куиалуа. Её создателями считаются воины Коа.
Куиалуа обучались только элитные воины (как Коа) и знать. Во время войн некоторым принципам и приёмам обучались простые воины.
В 1810 году воины Коа, которые воходили в армию Камеамеа I, объединившего Гавайские острова, практиковали Луа. По приказу Камеамеа были созданиы три школы Куиалуа, в одну из которых он отдал своего сына.
Несмотря на существование этих школ, число практиковавших боевое искусство было крайне малым, ввиду того, что обучались только королевские стражники (не считая сына Камеамеа). Для обычных людей Капу Куиалуа была под запретом. Слово «Капу» означает «запретный». По этой причине к началу XX века Луа практически исчезла, лишь в некоторых местах велось обучение.
В 1920-е японец Сейширо Оказаки, находясь в Хило, основал боевое искусство Данзан-рю, в которое вошли элементы Луа. А в 1963 году Капу Куиалуа была продемонстрирована в США Соломоном Кайхэвалу.

## Особенности

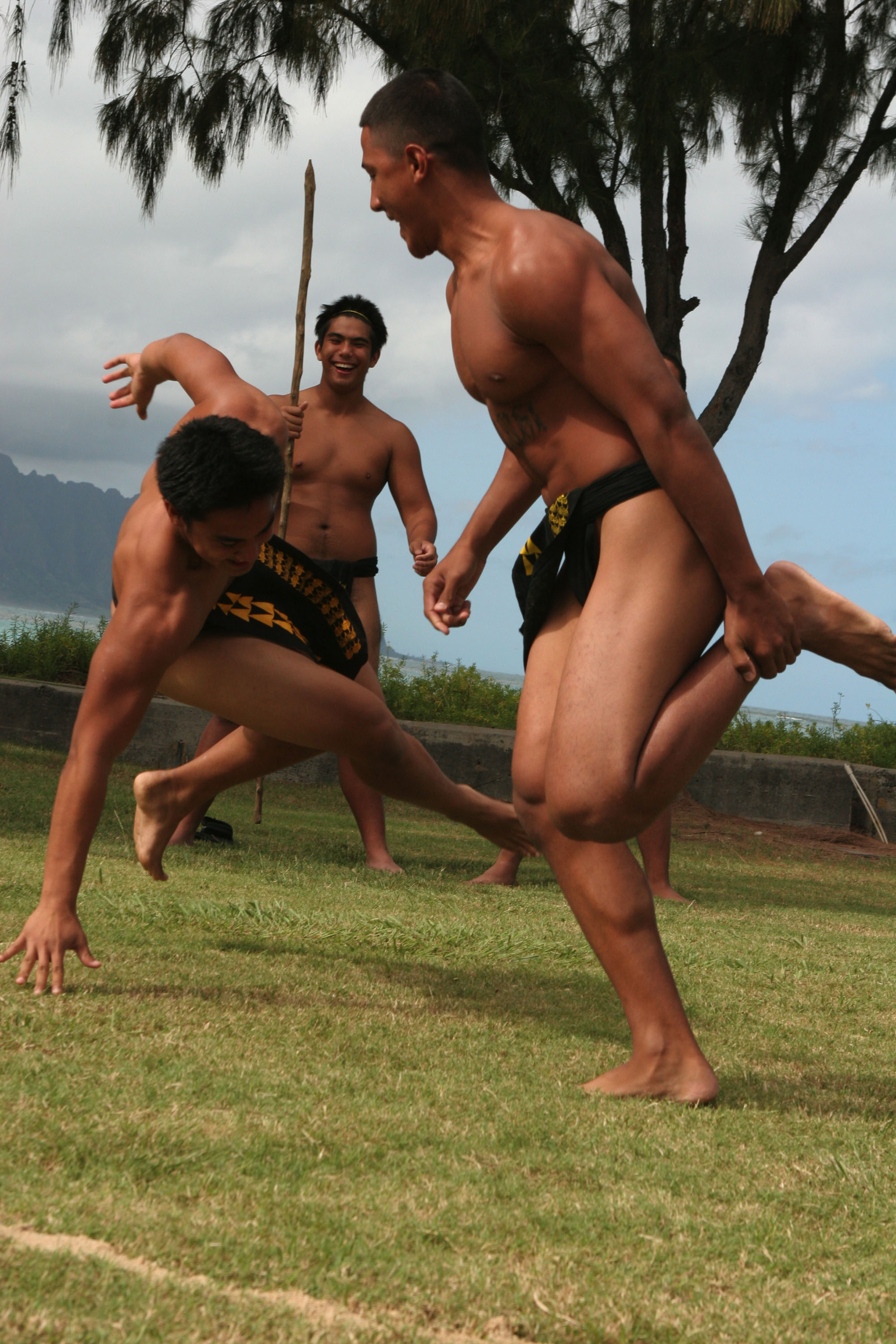
Борьба во время праздника Макахики

Как уже было упомянуто ранее, Луа основана на болевых приемах, воздействиях на суставы и бросках. Присутствует ударная техника и приемы с различными видами оружия, которые являются традиционными для Гавайских островов.
Во время тренировок уделяется время для сосредоточения и использования маны

## В современной культуре
Капу Куиалуа упоминается в 16 эпизоде 3 сезона сериала «Гавайи 5.0».